# PechaKucha
PechaKucha (ペチャクチャ?) es un formato de presentación en el cual se expone una presentación de manera sencilla e informal mediante 20 diapositivas mostradas durante 20 segundos cada una. Dicho formato fue originalmente creado por Astrid Klein y Mark Dytham de Klein-Dytham Architecture (KDa) en Tokio en 2003, con el objetivo de generar ansiedad en el exponente, pero asegurando una buena comunicación a su audiencia. Desde entonces, el formato se ha extendido de manera viral a otras ciudades alrededor del mundo.

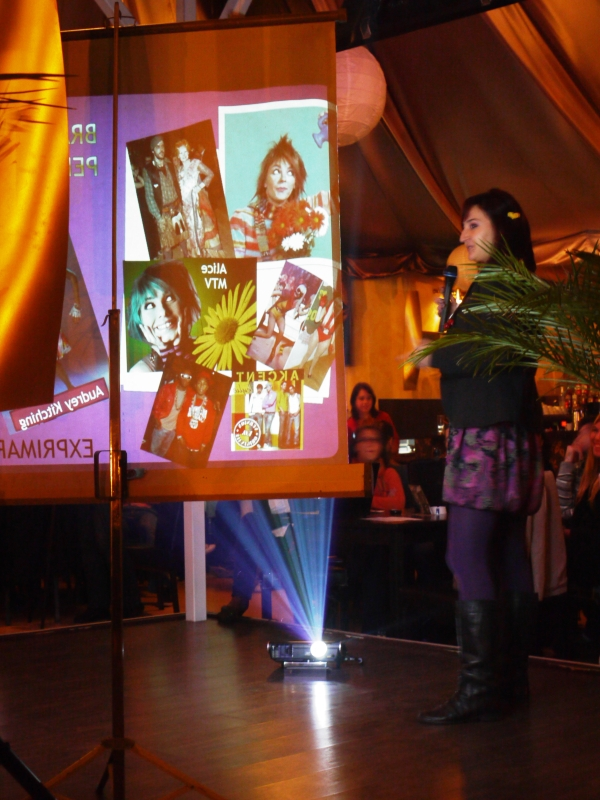
Una speaker en un evento PechaKucha Night en Cluj-Napoca, Rumania.

El nombre PechaKucha deriva de un término japonés que significa «cháchara», «cuchicheo» o «conversación».

## Introducción
PechaKucha comenzó en Tokio, Japón en diciembre de 2003 de la mano de Astrid Klein y Mark Dytham como un evento dedicado al diseño que sirviese de promoción para atraer a los inversores a SuperDeluxe, el espacio experimental que habían establecido en Roppongi.
La idea fundamental de PechaKucha es permitir compartir las presentaciones de diversos presentadores durante una noche, para mantener un nivel de interés y atención alto mediante presentaciones muy concisas. Para ello se creó el formato 20×20 de Pechakucha en el cual a cada presentador se le permite usar 20 diapositivas, cada una de las cuales es mostrada durante 20 segundos. En total, cada presentación transcurre durante 6 minutos y 40 segundos, tras lo cual se hace una breve pausa y el siguiente presentador sube al escenario. Normalmente, cada evento consta  de 14 presentaciones.
Los presentadores y gran parte de la audiencia provienen normalmente de los campos del diseño, arquitectura, fotografía y arte, aunque el fenómeno se ha extendido al mundo de los negocios, las universidades y del desarrollo de software.
La necesidad de tener un lugar en la ciudad para mostrar y compartir los trabajos de uno mismo parece ser global, probado por el hecho de que el formato PechaKucha ha sido replicado ya en más de 80 ciudades de todos los continentes. La frecuencia de los eventos está normalmente limitada a una al mes por ciudad.
Si bien no existen restricciones al tipo de contenido que puede ser presentado, algunos organizadores han añadido sus propias variaciones o reglas al formato. En Groningen, en los Países Bajos, dos de los espacios reservados para las presentaciones son reemplazados por la actuación de una banda en directo y los últimos 20 segundos de cada presentación consisten en un comentario inmediato por parte de los organizadores del evento.

## Aplicación en los negocios
El formato 20×20 de PechaKucha ha sido adoptado también en el mundo de los negocios, y algunas empresas han restringido la duración de sus presentaciones a 6 minutos y 40 segundos, reservando las preguntas y el diálogo para el final.
Este formato de exposición se usa como instrumento para llevar a cabo presentaciones de duración limitada: fuerza al presentador a concentrarse en el mensaje, le permite una actuación ininterrumpida, y evita el tedio y aburrimiento que suelen causar las largas presentaciones basadas en diapositivas a los asistentes, además de ser dinámica.